# Eupogonius yeiuba
Eupogonius yeiuba är en skalbaggsart som beskrevs av Martins och Maria Helena M. Galileo 2005. Eupogonius yeiuba ingår i släktet Eupogonius och familjen långhorningar. Inga underarter finns listade i Catalogue of Life.